# Жінка у Стародавньому Єгипті

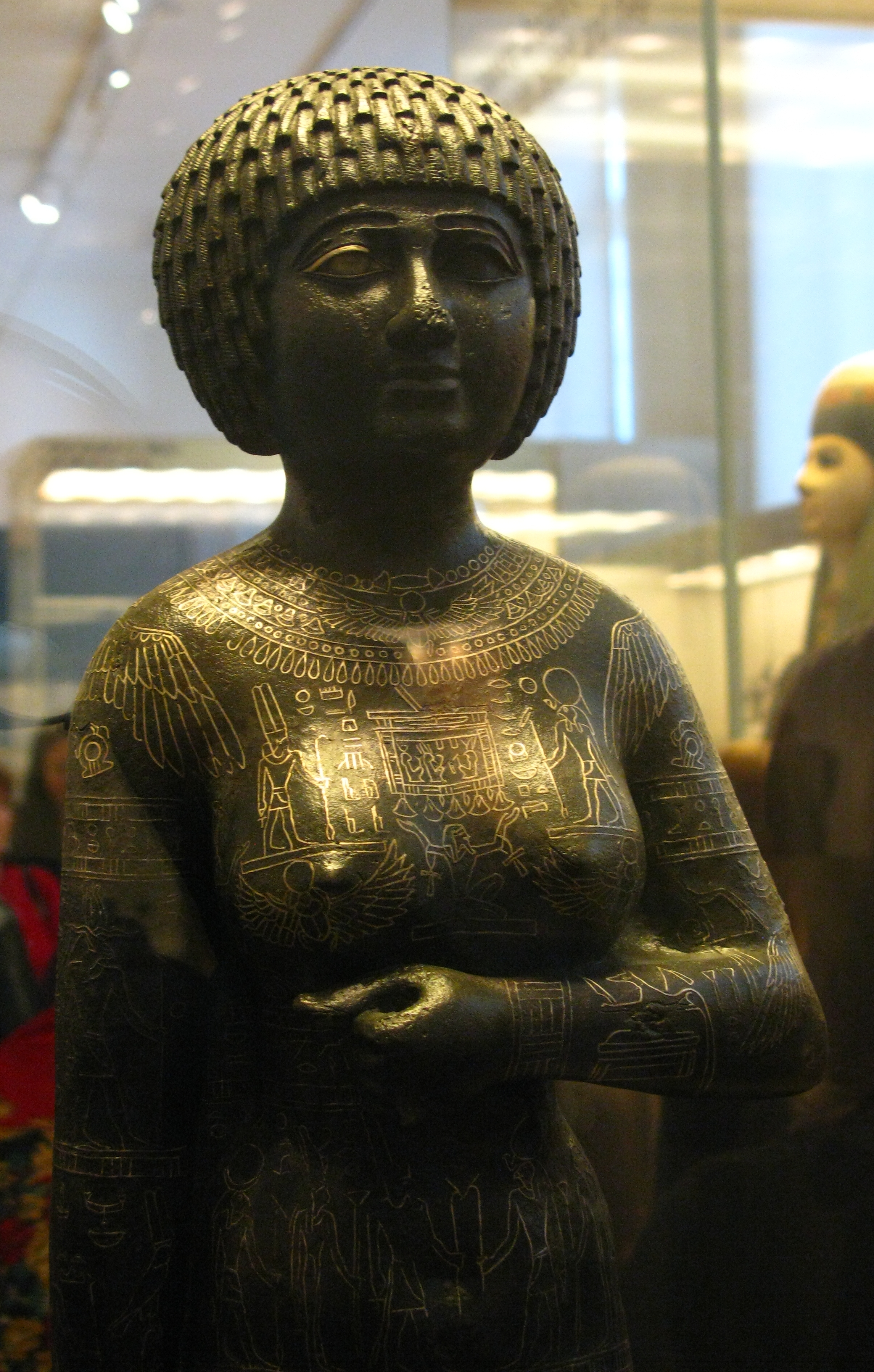
Статуя принцеси Такушіт

Жінка у Стародавньому Єгипті мала порівняно високий соціально-економічний та правовий статус. Представниці родин фараонів мали особливий статус, що виявилося в пануванні фараонок.
У єгипетських юнаків було прийнято звертатися до коханої «сестра». А починаючи з XVIII династії цей звичай поширився і на дружин. Тому слово «сестра» в єгипетському тексті може з рівним успіхом позначати сестру, кохану і дружину.

## Правовий статус
Перед законом жінки мали рівні права з чоловіками. Водночас факти свідчать, що рівноправності між чоловіками і жінками в Стародавньому Єгипті не існувало. Щоб стати на чолі держави, фараонці Хатшепсут довелося створити культ не просто царя, а цариці. Жінки мали право володіти майном, успадковувати, торгувати, відстоювати свої права в суді, брати кредити в банку. Їм дозволяли жити як одноосібним власницям майна без чоловіків-опікунів.
Чоловік мав право бити свою дружину, а брат — сестру, проте до каліцтв, що каралися законом. Винний мав заприсягтися перед суддями, що більше не чіпатиме дружину, інакше отримає 100 кийових ударів і буде позбавлений права на спільно придбане майно.
Незважаючи на те, що жінки не могли бути вченими, художницями, писарками, соціальний статус жінки в Стародавньому Єгипті був порівняно високим. Вони могли бути офіційними представницями свого чоловіка на час його відсутності і мали право взяти на себе відповідальність за ведення його справ. Доходи, отримані в шлюбі спільно, були формально розділені — дружина мала право на 1/3 від загальних сімейних доходів. Вона могла передавати своє майно у спадок кому забажає.
Спадкування трону відбувалося через жінок, про що свідчать численні факти переходу влади між династіями, а також забезпечення переходу трону в межах однієї династії завдяки шлюбу з родичкою попередника. Наприклад, Рамсес II одружився з царицею Іситнофрет, а згодом, щоб не втратити престолу, одружився з власною дочкою Бент-Анат.

## Освіта
Дівчата в першу чергу навчалися танцям. Вчилися танцювати всі дівчатка, без винятку, незалежно від того, збиралися вони ставати професійними танцюристками чи ні. Крім того, дівчатка любили жонглювати, співати і водити хороводи, каруселі. У кімнатах гарему майже завжди зберігалися арфи, лютні, гітари та барабани, оскільки його мешканки вечорами грали на музичних інструментах й танцювали.
Жінки могли за бажання отримати освіту. Для царських дочок це було обов'язковим. Збереглися дощечки для письма дочок фараона Аменхотепа IV Ехнатона.
Прості домогосподарки вміли читати і писати. Про це свідчать побутові записи, зроблені жінками. Втім, вони були дружинами і доньками заможних і освічених людей. Про поширеність жіночої грамотності свідчать іронічні написи Ступінчастої піраміди, в яких ідеться про літературні спроби жінки.

## Зайнятість
Стародавні єгиптянки могли працювати нарівні з чоловіками. Більшість жінок належали до селянства і працювали зі своїми чоловіками на сільськогосподарських роботах.
Жінки Єгипту працювали не тільки музикантками, танцюристками і плакальницями, за наснаги вони отримували професійні посади, наприклад, спостерігачок або управительок. Найпоширеніші жіночі адміністративні посади — спостерігачки (організаторки): «спостерігачка тканини» ткацької майстерні, «спостерігачка за танцівницями», «спостерігачка за слугами», «спостерігачка за майном».
Згадки про писарок зустрічаються за часів Середнього царства і стають поширеніші в епоху Нового Царства. Жінки-писарі служили при храмах, їх наймали в знатні будинку для допомоги господині в управлінні майном. Жінкам також вдавалося отримати професію лікарки. Перша в історії лікарка — Песешет — практикувала в Мемфісі в III тис. до н. е.
Жінка могла бути жрицею, що заохочувалося суспільством, а також займати храмові посади з обліку майна. У жрецькій кар'єрі жінки нерідко здобували вищого жрецького титулу Ур-т («піднесена»). Наприклад, вища жриця в Іуну — Ур-т Текхент.
Іноді єгиптянки досягали високого адміністративного статусу при дворі фараона. Наприклад, Небет займала положення «правої руки» фараона подібно візиру, але також відомо, що свої посадові обов'язки вона виконувала за допомогою чоловіка. При дворі жінки могли отримати посади розпорядниць та скарбниць.

## Шлюб
Зазвичай дівчаток видавали в шлюб десь у 14-річному віці, в час менархе. Проте згідно з деякими джерелами, були випадки, коли дівчаток змушували до шлюбу у 8-9 років. Археологам вдалося знайти мумію 11-річної дружини.

Про весільні обряди практично немає даних. Зазвичай за наречену платився посаг. Після переходу нареченої до будинку чоловіка шлюб вважався укладеним. Його також фіксували писарі з «Будинку життя». Родини, що поріднилися, бенкетували і гуляли після укладання шлюбу. Після весілля жінка отримувала ім'я чоловіка: якщо одружену жінку викликали в суд, її називали спочатку її власним ім'ям, а потім ім'ям її чоловіка.
Основною функцією єгиптянки було продовження роду. Зазвичай давньоєгипетська жінка народжувала багато дітей, частими були двійні та трійні. Жінки під час менструацій вважалися нечистими, їм забороняли входити до храмів.
Для дітонародження використовувалися спеціальні ритуали. Дозволялося застосування примітивної контрацепції, зокрема, відомі медичні тексти з контрацептивними формулами практичного (селера з пивом, ферментована аравійська камедь) або магічного характеру.
Зазвичай дитина залишалася при матері, яка носила її в особливій сумці, що висіла на шиї спереду, щоб руки були вільні. Цариці й інші знатні дами делегували це: дітей виховували як годувальниці, так і вояки, жерці.
Перший одяг в житті дитини були великою подією. До певного віку дівчатка носили тільки гребінь у волоссі і поясок (пізніше їм давали сукню).

## Здоров'я
Збережені на стінах храмів і гробниць єгиптянки худорляві, адже представниці середніх і нижчих класів активно працювали поряд з чоловіками, а їхній звичайний раціон не містив багато жирів.
Стародавні єгиптянки відрізнялися охайністю і дуже дбали про чистоту тіла та одягу: милися кілька разів на день, натиралися пахощами і носили одяг з тонких тканин.

## У владі: фараонки
Цариця була з фараоном єдиним цілим. Феномен малої вивченості єгипетських цариць пояснюється не відсутністю інтересу до предмету, але специфікою цього інституту в Стародавньому Єгипті. Проблема виникає вже на термінологічному рівні: в давньоєгипетській мові титул «Цариця» позначав як «головну дружину» фараона, так і жінок, наближених до фараона, їх число іноді доходило до 300.
Попри досить велику кількість прав, роль цариці була специфічною: міфологізованою, компліментарною і колективною. Образи цариць на фресках, посмертних написах, відображають, як правило, не стільки індивідуальні властивості або індивідуальну норму поведінки, скільки їх особливі функції в межах концепції божественної влади. Ці функції були багаторівневими, пов'язаними з ідентифікацією цариці та її міфологічного «прототипу» (зазвичай ним була богиня Хатхор), з її роллю продовжувачки роду, з тим, що вона була втіленням жіночого начала в дуалістичній моделі божественної влади, в подвійному розумінні царства. Відомими великими царицями були Хетепхерес I, Мернейт, Яхмос-Нефертарі, Тії, Нефертіті, Нефертарі, Анхесенамон.
Цариця виступала як доповнення до переважного чоловічого елементу, а її соціальні прояви реалізовувалися через цю домінанту — особистість фараона, причетність до його культу, відповідність його титулатурі, іконографічному вигляду.
Численні титули головної дружини фараона служили швидше для того, щоб виділити її з числа інших цариць. Політикою — зовнішньою і внутрішньою — цариці зазвичай не займалися. Історії відомо лише кілька великих єгиптянок, які зуміли піднятися над звичайним становищем. Найвідомішими фараонками були Нітокріс, Нефрусебек, Хатшепсут, Нефернеферуатон, Таусерт.

## У літературі та мистецтві
Єгипетська література звертала небагато уваги на жінок або зображувала їх у не дуже привабливому світлі. Оповідачі і моралісти називали жінок сонмом всіх вад, мішком всіляких хитрощів і описували як легковажних, примхливих, нездатних зберігати таємниці, брехливих, мстивих і невірних. Так, згідно з давніми казками, жінка коштувала небагато, зате чоловік зображувався вірним, турботливим, відданим і розважливим. Однак у тих же казках фараон постає як людина обмежена, химерна, вимушена з кожного приводу звертатися до своїх переписувачів й чародіїв.
По-іншому зображувалася мати і вірна дружина. У таких прозових творах, як «Історія Ісіди й Осіріса», оспівувалися образи турботливої люблячої вірної дружини, сварливі і невірні — жорстко висміювалися і представлялися негативними персонажками, яких чекало покарання за лиходійства, як у «Казці про двох братів». Низка дослідників вважає, що подібні образи несли за мету виховати з юних єгиптянок дбайливих дружин, показати, як прекрасна любляча вірна дружина подібна самій Ісіді.
Водночас єгипетська любовна лірика зберегла безліч красивих любовних історій і зворушливих зізнань у коханні. У поезії жінка виступає не тільки як об'єкт зізнань, вона сама є зворушливою сміливою закоханою.
В образотворчому мистецтві жінок найчастіше представляли люблячими дружинами, що тримають чоловіка за руку, обіймають за плече. Оскільки чоловіки працювали на свіжому повітрі на полях або біля річки, їхня шкіра була темною, в той час як у жінок, зайнятих у закритому приміщенні — світлою. Цей життєвий уклад створив правила розмальовки зображень: жіноче тіло фарбували в жовтуватий колір, чоловіче — в цегляний. Вважалося, що якщо шкіра дружини світла, значить — її чоловік працьовитий і дбайливий.
Давніх єгиптянок зазвичай представляють крихкими і витонченими. Лише на зображеннях епохи Давнього царства представлені жінки міцної статури з округлим обличчям. Це стосується не тільки портретів знатних витончених дам, широко відомі зображення жриць, танцюристок, музиканток, акробаток, кухарок, служниць — жіночі образи єгипетської живопису вражають грацією й стрункістю.
На стінах гробниць поруч із померлим чоловіком часто зображувалася дружина. Деякі дослідники подібних фресок стверджували, що живу дружину ховали разом з покійним чоловіком. На стінах гробниць іноді зображувалася мати померлого.
У скульптурі, на відміну від живопису, насамперед представлено знатних жінок. Жінка в скульптурному портреті зазвичай зображувалася поруч з чоловіком або в колі родини.

## Мода
Стародавні єгиптянки одягалися витончено і практично: вузькі сукні без надмірностей в оздобленні. У більш пізній період стали популярними подвійні сукні: спідня з тонкого щільного матеріалу і верхня — широка, напівпрозора. Сукня затягувалася одним поясом на талії і іншим — над грудьми. Іноді надягалася і третя сукня на зразок короткого плаща, прикрашеного вишивкою. В одязі перевага віддавалася білому кольору — «символу чистих помислів», практичному в умовах спекотного клімату, що захищав тіло від перегрівання. Найбільш популярним матеріалом був білий льон. На відміну від простолюдинок, одяг яких часто прикрашався вишивкою, вбрання аристократок витримувалося в суто білому кольорі.
Професійні співачки і танцюристки носили той же одяг, що і знатні дами, але й часто виступали оголеними, лише в прикрасах — паску, намисті, браслетах і сережках. Служниці і рабині носили короткі сукні, які не сковували рухів, юні служниці ходили оголеними. Дуже поширені були прикраси: кільця, браслети, намиста, ланцюжки, підвіски. Сережки були привілеєм жінок.
Стародавні єгиптянки активно користувалися косметикою, мазями проти зморшок. Накладали на повіки спеціальний грим: зелений порошок малахіту та чорний галеніт або свинцевий блиск. Це рятувало очі від запалень, спричинених яскравим сонцем, вітром, пилом і комахами. На губи наносилась речовина, до складу якого входила мідь і натуральні барвники.
Жінки стежили за зачісками, голову, на відміну від чоловіків, не голили. Прості жінки укладали волосся самостійно, однією з найпопулярніших зачісок був «кінський хвіст». До допомоги перукарів вдавалися лише в особливих випадках. Знатні єгиптянки користувались служницями. Нерідко носили перуки. У зачіски впліталися прикраси, найбільш поширена мала форму конуса і сильно пахла (матеріал виготовлення невідомий). Сиве волосся виривали, від сивіння брів існували спеціальні мазі. Існували суміші, які могли сприяти облисінню суперниці.